# ساتياجيت راي
ساتيا جيت راي (بالبنغالية: সত্যজিৎ রায়)‏‏ (2 مايو 1921 - 23 أبريل 1992) هو مخرج هندي من القومية البنغالية، يُعتبر من بين أشهر المخرجين السينمائيين الهنود داخل الهند وخارجها حيث اكتشفه العالم من خلال أفلام كبيرة منها أغنية الطريق وعدو الشعب وصالون الموسيقى وفيلمه الأخير الزائر. توفي راي يوم 23 أبريل 1992.

## سيرة شخصية

### النشأة والتعليم
إن سلالة المخرج «ساتياجيت راي» معروفة في البلاد قبل ما لا يقل عن عشرة أجيال مضت. جده «أوبندكريشار راي تشودري» كان كاتبا ورساما وفيلسوفا وناشرا وعالم فلك. فضلا عن أنه كان الزعيم الديني لتيار «براهمو ساماج». كان والده «سوكومار راي» (ابن أوبيندراكيشور)، شاعرا وقاصا معروفا له قصائد فكاهية مشهورة باللغة البنغالية. وكان في العائلة أيضا رسامون ونقاد. المخرج «ساتياجيت راي» هو ابن «سوكومار» ووالدته «سوبرافا راي». ولد في مدينة كلكتا. عندما كان «ساتياجيت» بعمر ثلاث سنوات فقط، توفي والده. وكان على أمه «سوبرافا» أن تنفق على الأسرة وتعيلها.
درس «راي» الاقتصاد في «كلية الرئاسة» في كلكتا، ولكن اهتمامه ظل دائما هو الفنون الجميلة. في عام 1940، أصرت والدته على أن يكمل دراسته في «جامعة بهاراتيا» الحكومية التي أنشأها غوروديف رابيندراناث طاغور عام 1921. أحب «راي» بيئة كلكتا البسيطة، ولم يكن متحمسا لعالم «شانتينيكيتان» الفكري الراقي. بسبب إصرار والدته واحترامه لطاغور، قرر أخيرا الذهاب إلى بلدة «شانتينيكيتان» (160 كم شمال كلكتا) حيث الجامعة المسماة فيسفا-بهاراتي (التي تخرج منها أمارتيا سن وغيره). كانت الثقافة الفنية في «شانتينيكيتان» شرقية بحتة. يذكر «راي» في وقت لاحق أنه تعلم الكثير من الرسامين الشهيرين «ناندلال بوس» و«بينود بيهاري موخرجي». وقد قدم «راي» في وقت لاحق فيلما وثائقيا عن حياة الرسام «موخرجي» عنوانه «العين الداخلية». بعد رؤيته للمعالم الفنية الهندية مثل كهوف إليفانتا في قرية أجانتا، ومغارات إلورا أصبح من محبي الفن الهندي.

### الرسم
قبل الانتهاء من الدراسة التي كانت مدتها خمس سنوات، قطع «راي» دراسته في عام 1943، وغادر «شانتينيكيتان» وعاد إلى كلكتا حيث تم تعيينه في وكالة إعلان بريطانية. بدأت في وظيفة كان مسماها «مشرف تصاميم مبتدئ» وكان راتبها ثمانين روبية شهريا فقط. على الرغم من أنه أحب العمل على تصميم الإعلانات وكان يلقى معاملة جيدة إلى حد ما، كان هناك بعض الحزازيات بين موظفي الوكالة البريطانيين والهنود، لأن الموظفين البريطانيين حصلوا على أجور أعلى. إلى جانب ذلك، رأى «راي» أن «عملاء الوكالة كانوا في الغالب أغبياء». حوالي عام 1943، أسس «دك غوبتا» دار نشر «مطبوعات البصمة». طلب «غوبتا» من «راي» العمل لديه وتصميم أغلفة الكتب الجديدة التي تنشرها الدار، وأعطى الحرية الفنية الكاملة.
صمم «راي» أغلفة الكثير من الكتب المعروفة، من ذلك: كتاب جيم كوربت «آكلوا لحوم البشر في كومون»، وكتاب جواهر لال نهرو «اكتشاف الهند» كتاب التاريخ المعروف. كما عمل على تصميم غلاف نسخة الأطفال من الرواية البنغالية الشهيرة «أغاني على الطريق»، التي سميت في نسخة الأطفال «صفارة المانجو». كان «راي» معجبا جدا بهذه الرواية. حتى أنه قدم أول فيلم له مقتبسا من هذه الرواية. بالإضافة إلى تصميم غلاف الرواية، رسم أيضا الصور الداخلية لهذا الكتاب. العديد من هذه الصور أظهرها لاحقا في مشاهد الفيلم.
كما قدم «راي» خطين جديدين هما «راي رومان» و «راي بيجار». فاز روي بجائزة في مسابقة دولية في عام 1970. في كلكتا، كان «راي» يعتبر رساما ماهرا. كان «راي» يرسم الصور في كتبه ويصمم أغلفتها بنفسه، كما أنه كان يقوم برسم المواد الدعائية لأفلامه وكان يرسم قفيشاتها.

## روابط خارجية
- ساتياجيت راي على موقع IMDb (الإنجليزية)
- ساتياجيت راي على موقع ميتاكريتيك (الإنجليزية)
- ساتياجيت راي على موقع الموسوعة البريطانية (الإنجليزية)
- ساتياجيت راي على موقع روتن توميتوز (الإنجليزية)
- ساتياجيت راي على موقع ألو سيني (الفرنسية)
- ساتياجيت راي على موقع ميوزك برينز (الإنجليزية)
- ساتياجيت راي على موقع تيرنر كلاسيك موفيز (الإنجليزية)
- ساتياجيت راي على موقع أول موفي (الإنجليزية)
- ساتياجيت راي على موقع قاعدة بيانات الأفلام السويدية (السويدية)
- ساتياجيت راي على موقع إن إن دي بي (الإنجليزية)